# میلان (میشیگان)
میلان، میشیگان (به انگلیسی: Milan, Michigan) یک شهر در ایالات متحده آمریکا با جمعیت ۵٬۸۳۶ نفر است که در میشیگان واقع شده‌است.

## موقعیت جغرافیایی
موقعیت جغرافیایی شهرها و مناطق اطراف به شرح زیر است: